# Adolf z Córdoby
Svatý Adolf z Córdoby byl mučedník. Narodil se ve vznešené muslimské rodině, otec byl muslim a matka křesťanka Artemie. Po smrti otce se Adolf se svou matkou, bratrem Janem a sestrou Aureou přestěhovali do Córdoby. Tam Adolf se svým bratrem Janem konvertovali ke křesťanství. To vzbudilo velký hněv příbuzných z otcovy strany a proto byli Adolf a Jan roku 824 Abd ar-Rahmanem II. zatčeni a umučeni.
Jejich matka vstoupila do kláštera v Cutellara, kde byla později abatyší. Aureu přitáhl hrdinský příklad bratrů, přijala křesťanskou víru, následovala matku do kláštera a byla umučena roku 856.
Jeho svátek se slaví 27. září.